# 카림 오니시워
카림 오니시워 (Karim Onisiwo, 1992년 3월 17일 ~ )는 오스트리아의 축구 선수이며, 마인츠 05에서 공격수로 뛰고 있다.